# Sjöfartsmuseet i Karlshamn

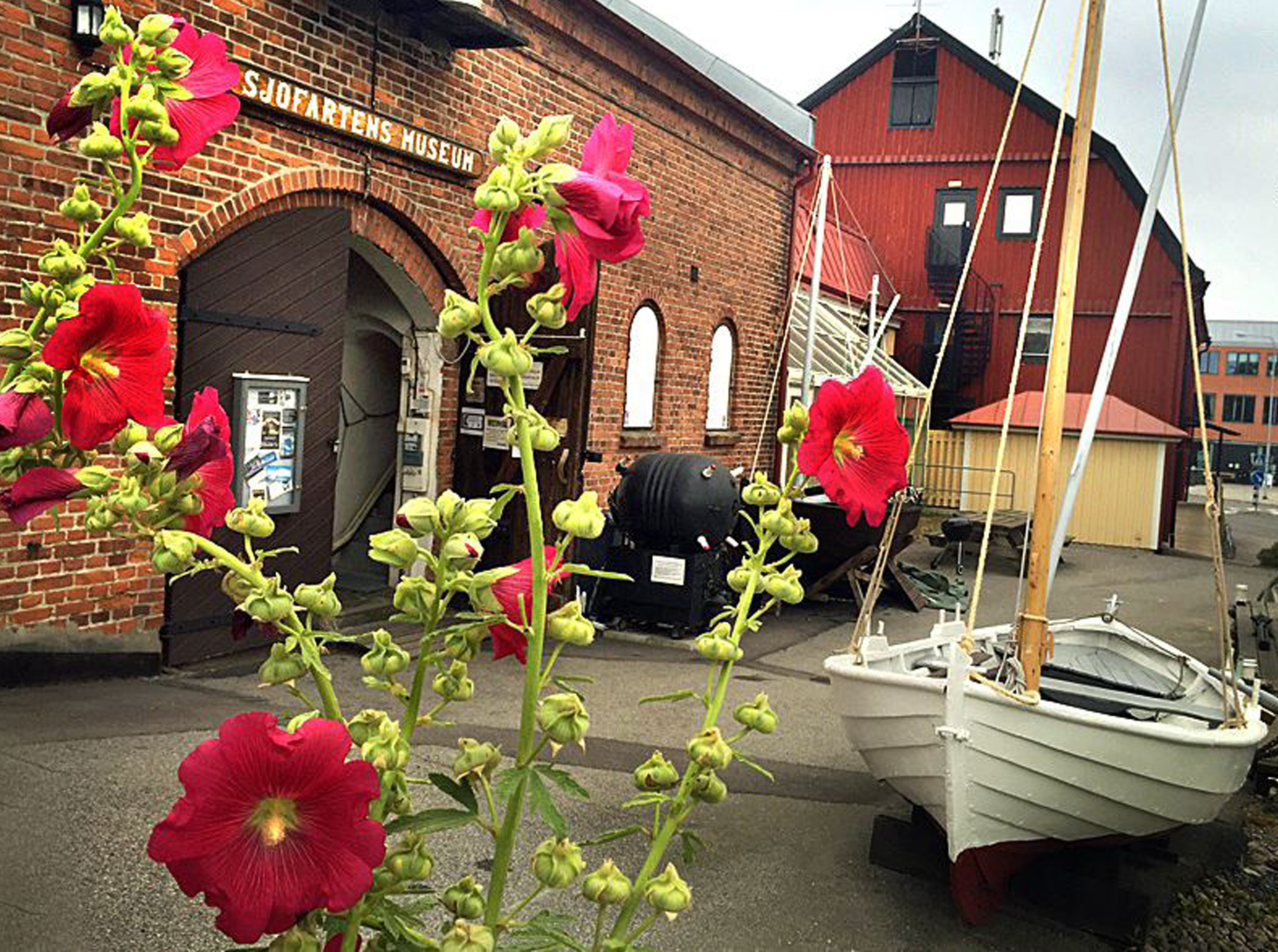

Sjöfartsmuseet i Karlshamn har samlingar från sjöfartens historia i Blekinge. I museet, som är inrymt i ett tobaksmagasin från 1878 i hamnen i Karlshamn, finns bland annat inredningen från Algot Bengtssons Skeppshandel, fartygsmålningar, en segelfartygsskans från mitten av 1800-talet, livräddningskorgen från Hanö, båtmotorer, ankare, fiskebåtstillbehör, bildarkiv och loggböcker.Samt kopia av Rysk ubåtsjökort  över Blekinge kusten från 1980. Stor samling av fotografier av Karlshamns fotograferna  Arne Andersson samt Börje Andersson.
Museet drivs av den ideella Föreningen Sjöfartsmuseet i Karlshamn (bildad 1987), som under 1987-2021 gav ut Sjöfartsmuseets årsbok.
Besökare per år: ca 8000 (2020)

## Bilder från museet

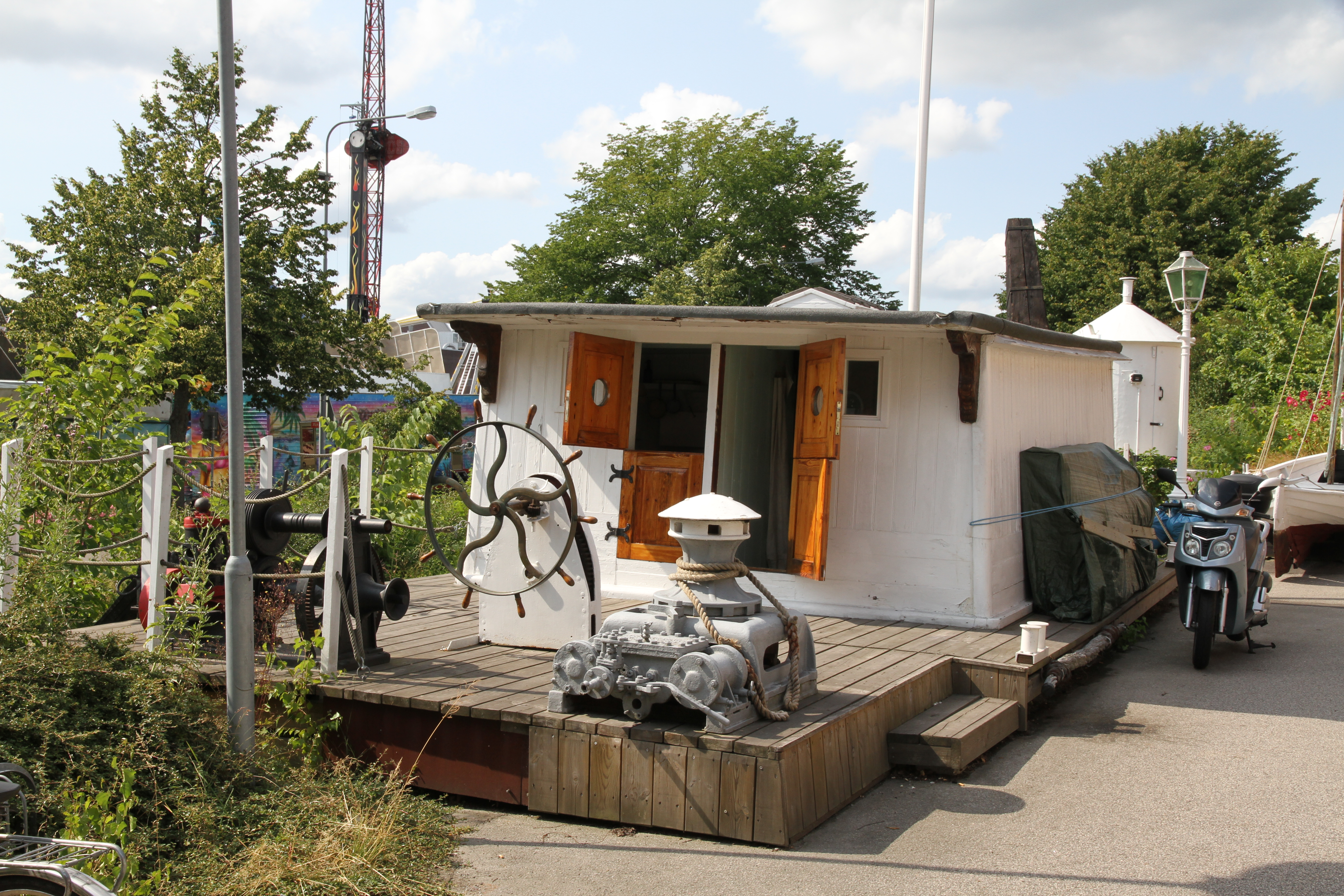
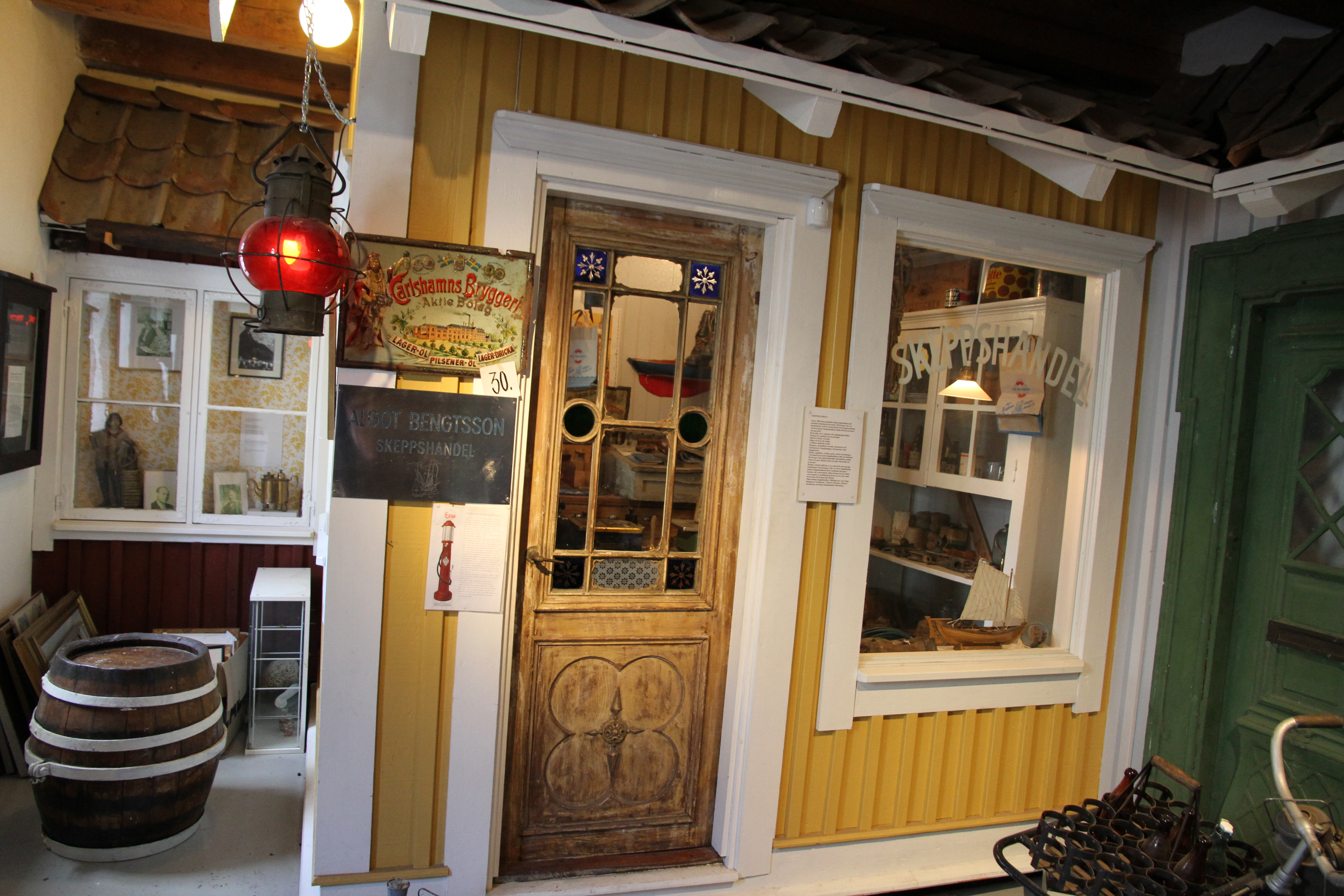
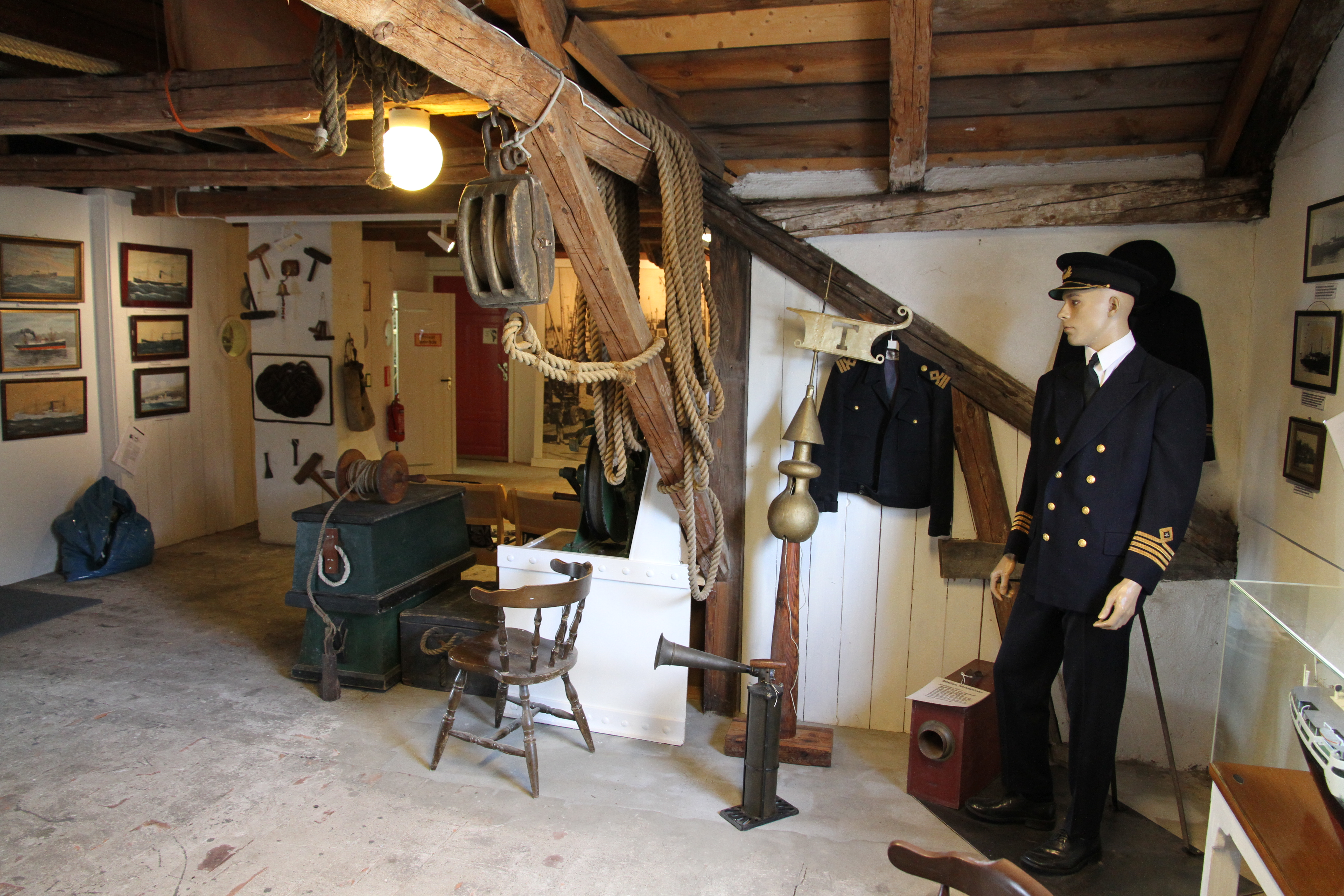